# Молодший офіцерський склад
Молодший офіцерський склад належить до нижчих офіцерських рангів у військових або напіввійськових організаціях. Знаходиться між унтерофіцерами та старшим офіцерським складом.
Термін молодший офіцер використовують у армії, ВПС або морській піхоті для позначення звань капітан, лейтенант та інших субалтерн-офіцерів які командують ротою (ескадроном або артилерійською батареєю).
У багатьох збройних силах молодший офіцер це спеціально призначений офіцер який має звання рівноцінне флотському лейтенанту, армійському капітану або флайт-лейтенанту чи нижче.
У збройних силах США, термін молодший офіцер використовують у ВМС та береговій обороні для позначення офіцерів з званнями енсін (O-1), молодший лейтенант (O-2), лейтенант (O-3) та лейтенант-командер (O-4).
Офіцерський корпус США розділено на десять сходинок (від O-1 до O-10). Офіцери від O-1 до O-3 належать до молодшого офіцерського складу. У армії, морській піхоті та ВПС до них належать звання другого лейтенанта (O-1), першого лейтенанта (O-2) та капітана (O-3), а у флоті — енсін (O-1), молодший лейтенант (O-2) та лейтенант (O-3). Офіцери від O-4 до O-6 належать до польових офіцерів, окрім флоту, де O-4 належать до молодшого офіцерського складу. У армії, морській піхоті та ВПС, сюди належать звання майора (O-4), підполковника (O-5) та полковника (O-6), а у флоті, лейтенант-командера, командера та капітана. Найвищими офіцерськими чинами у армії, морській піхоті і ВПС є генерали, а на флоті — флаг-офіцери. Сюди належать такі звання: у армії, морській піхоті та ВПС — бригадний генерал (O-7), генерал-майор (O-8), генерал-лейтенант (O-9) та генерал (O-10); на флоті — контрадмірал (одна зірка), контрадмірал (дві зірки), віцеадмірал та адмірал.